# 面白山
面白山（おもしろやま）は、山形県山形市と宮城県仙台市太白区との県境にある奥羽山脈中の火山。標高1,264.4m。仙台側から見ると面が白く見えることから、「面白山」と名付けられた。

## ギャラリー

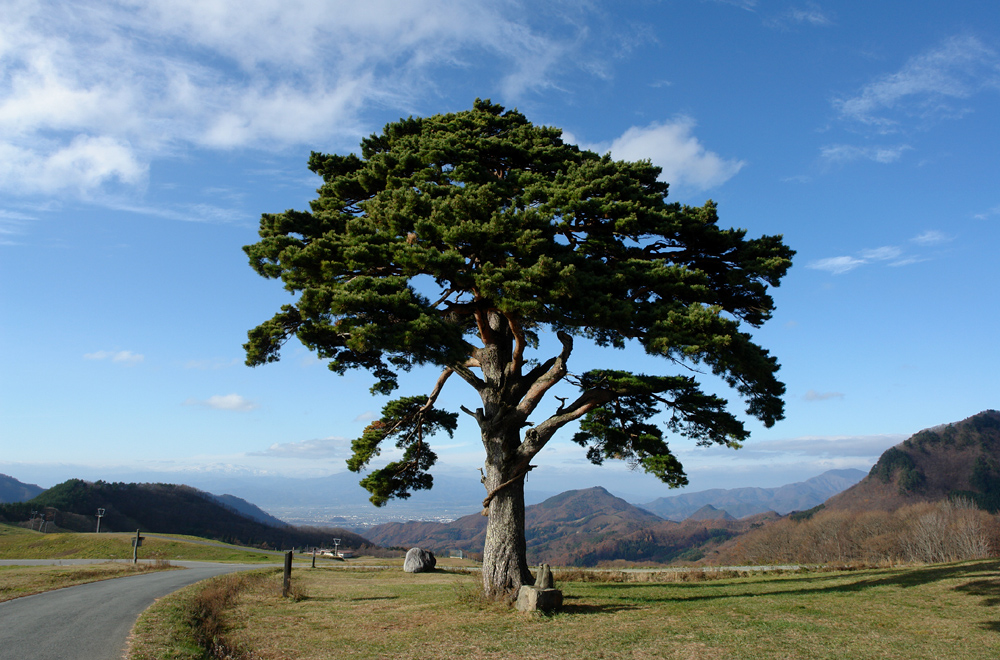
天童高原と締掛けの松
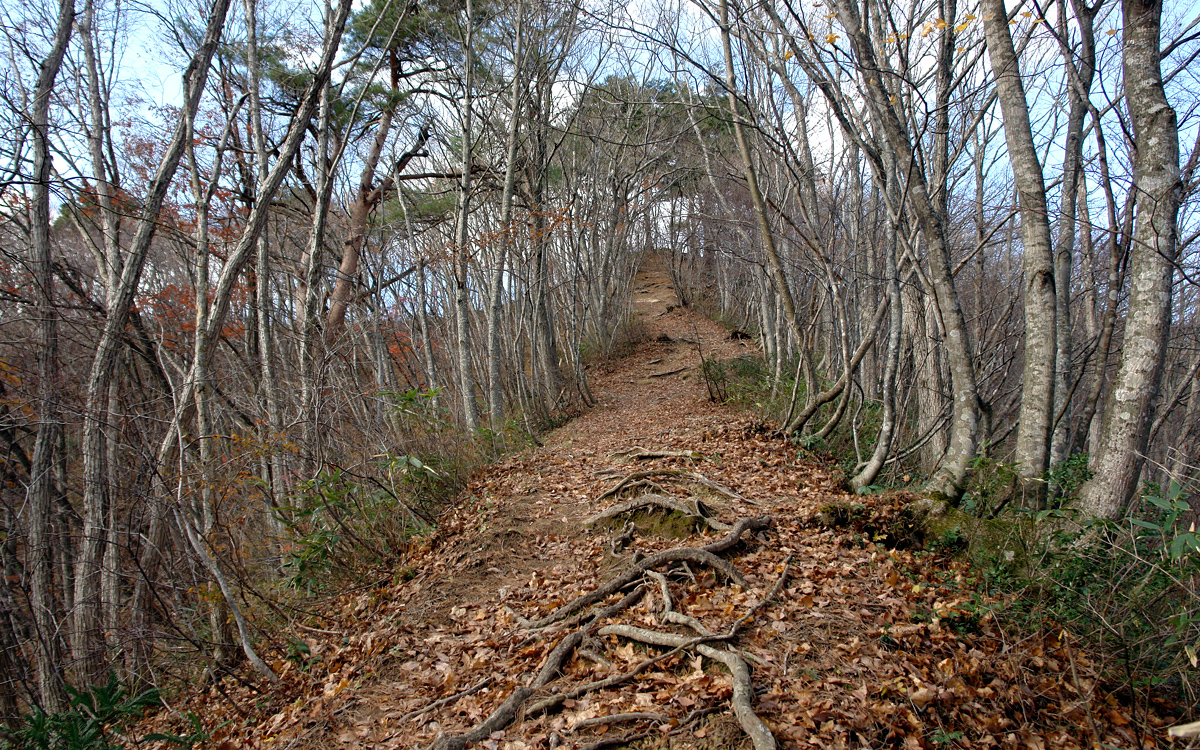
天童高原への坂道
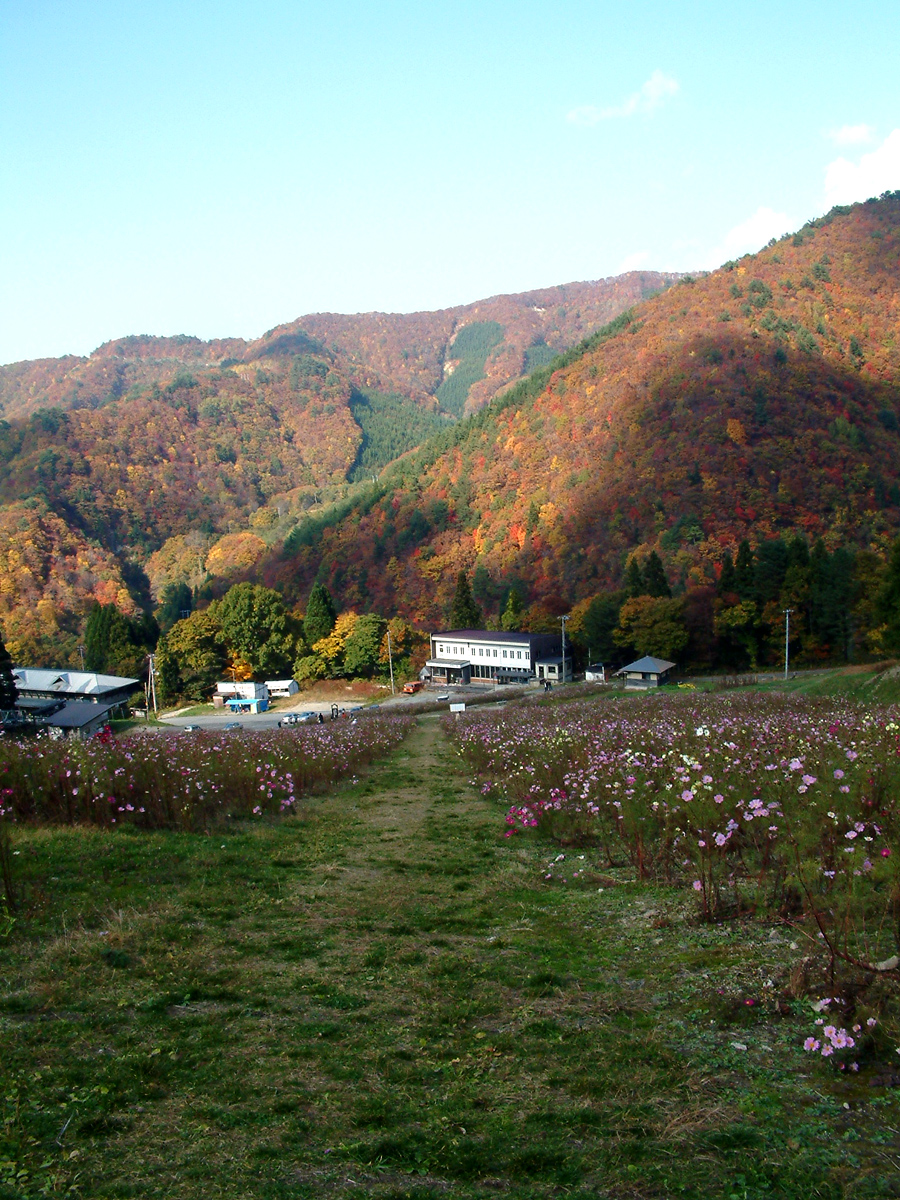
コスモスベルグ
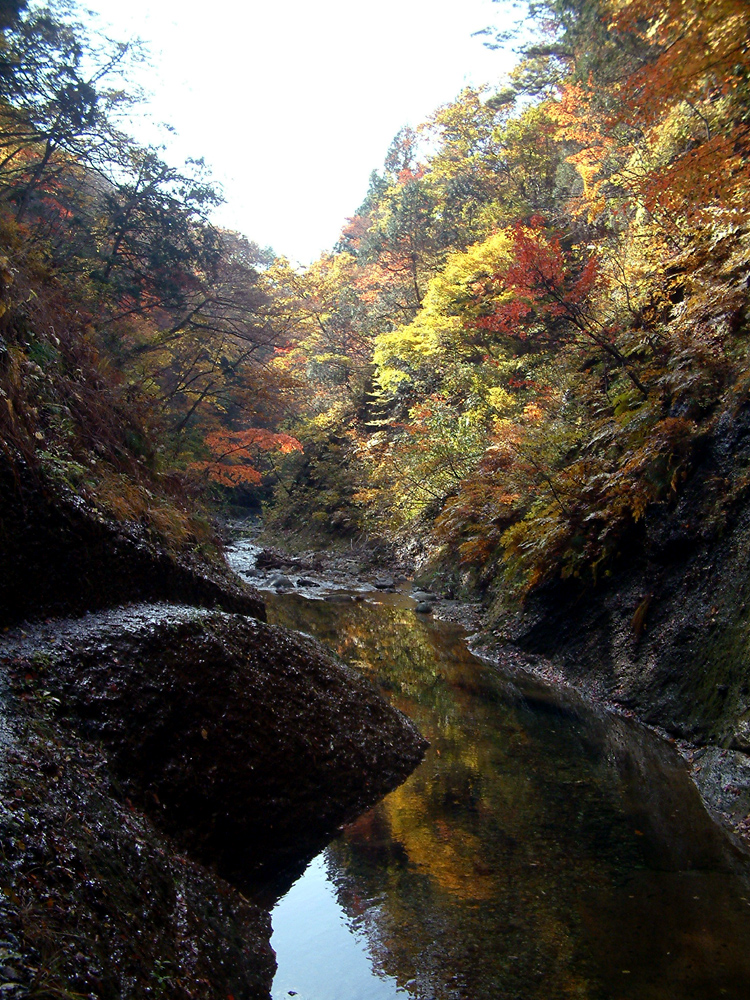
青龍淵
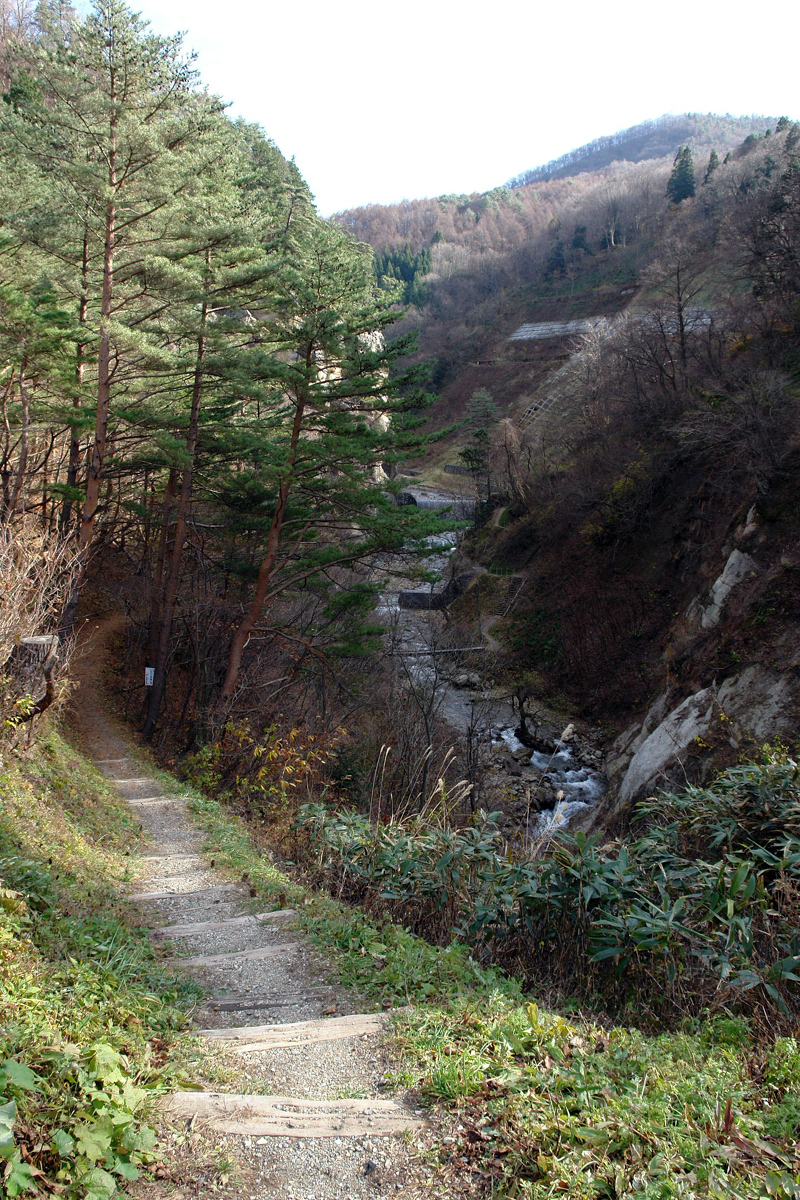
駅裏手の下り坂
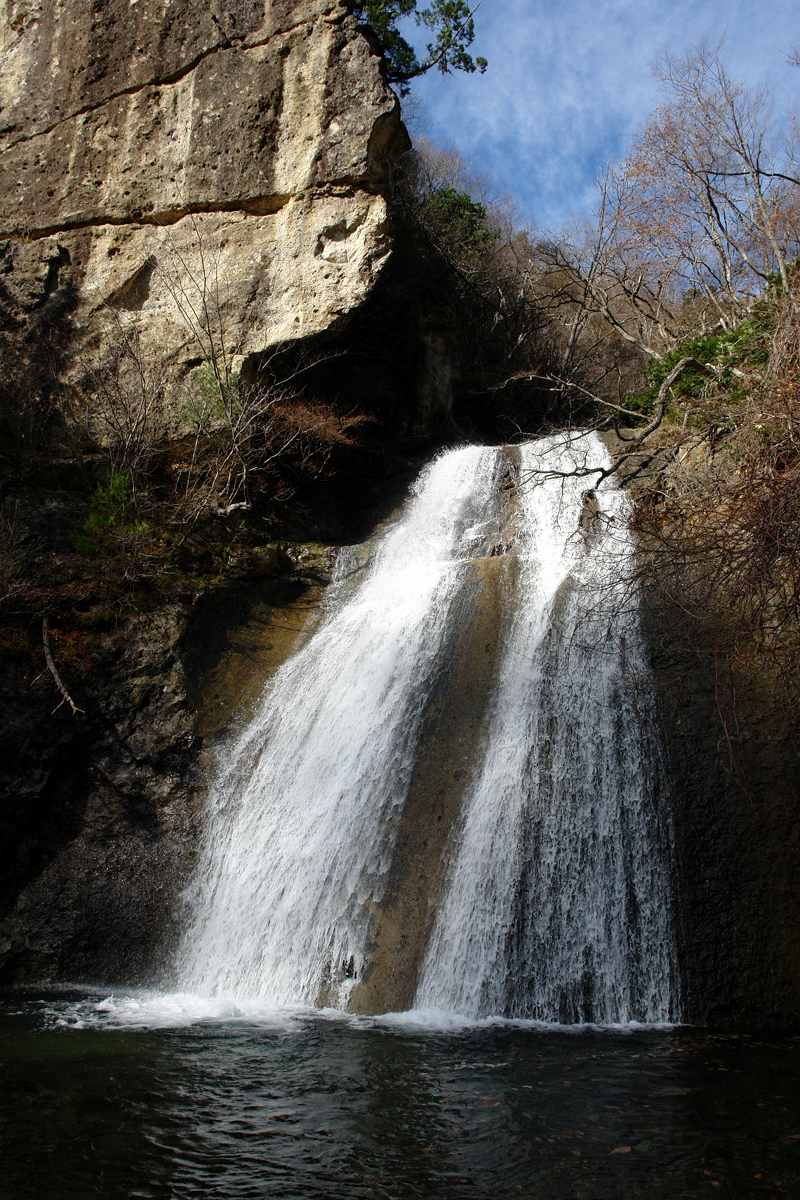
霰滝